# Pias (Monção)
Pias é uma freguesia portuguesa do município de Monção, com 10,04 km² de área e 763 habitantes (censo de 2021). A sua densidade populacional é 76 hab./km².
A população dedica-se na sua grande maioria à viticultura, estando em destaque o cultivo do Alvarinho. Existem também pequenas empresas de confecção, madeiras, metalomecânica e construção civil que empregam outra parte da população. 
Na sua grande maioria a população jovem deslocou-se para os grandes centros ou emigrou para o estrangeiro.
Existem boas condições para a prática da pesca desportiva e recentemente para o BTT.
É a terra natal do General Joaquim Pimenta de Castro oficial militar e político português que foi presidente do Ministério (primeiro-ministro) e de Chico da Tina (Minho Trapstar)
Anualmente, no final março, acontece a Feira da Foda, que em 2019 chega a sua 3ª edição. O evento ocorre no Pavilhão Gimnodesportivo de Pias.

## Demografia
A população registada nos censos foi:
| Distribuição da População por Grupos Etários | Distribuição da População por Grupos Etários | Distribuição da População por Grupos Etários | Distribuição da População por Grupos Etários | Distribuição da População por Grupos Etários |
| -------------------------------------------- | -------------------------------------------- | -------------------------------------------- | -------------------------------------------- | -------------------------------------------- |
| Ano                                          | 0-14 Anos                                    | 15-24 Anos                                   | 25-64 Anos                                   | > 65 Anos                                    |
| 2001                                         | 114                                          | 108                                          | 469                                          | 253                                          |
| 2011                                         | 100                                          | 74                                           | 430                                          | 250                                          |
| 2021                                         | 75                                           | 77                                           | 357                                          | 254                                          |